# ロバート秋山のウソ枠
『ロバート秋山のウソ枠』（ロバートあきやまのウソわく）は、日本テレビで2017年10月14日から不定期放送されているコント風フェイクドキュメンタリーバラエティ番組。秋山竜次（ロバート）の冠番組である。

## 概要
- ロバート秋山が日本テレビの30分枠をジャック!、誰もが「あるある!」とうなずく「ニッポンのテレビ番組」をまるごとパロディー、全部ウソのニセ番組を展開!豪華ゲスト陣も熱演!

## 出演者
- 秋山竜次（ロバート）

## 放送リスト
| 回数 | 放送日                    | 放送時間    | ゲスト                                                           | 設定                                 | 備考                                                           |
| ---- | ------------------------- | ----------- | ---------------------------------------------------------------- | ------------------------------------ | -------------------------------------------------------------- |
| 1    | 2017年 10月15日（日曜日） | 1:15 - 1:45 | 菅田将暉、佐藤仁美、泉里香                                       | 大場波之助、歴史ドキュメンタリー番組 | ネクストブレイク枠で放送。                                     |
| 2    | 2018年 2月25日（日曜日）  | 0:55 - 1:25 | 二階堂ふみ                                                       | 時江田祐、音楽番組                   | ネクストブレイク枠で放送。                                     |
| 3    | 2019年 1月27日（日曜日）  | 0:55 - 1:25 | 吉岡里帆                                                         | 秋山竜次、アニメ番組                 | ネクストブレイク枠で放送。                                     |
| 4    | 2020年 1月18日（土曜日）  | 0:30 - 0:59 | 山﨑賢人、馬場裕之（ロバート）、上重聡（日本テレビアナウンサー） | 藤子康男、スポーツ番組               | 「金曜プラチナイト」枠で放送の上、一部の系列局にも同時ネット。 |

## スタッフ
- ナレーション：三村ロンド（第1回-）、豊田順子（日本テレビアナウンサー、第4回）
- 企画：秋山竜次
- 構成：なんざん、塩野智章、平岡達哉（共に第1回-）
- TM：保刈寛之（第4回）
- 撮影：五十嵐陽（第1回-）、大尾庸介（第1,4回）
- 編集：牧原保、杉澤安奈（共に第4回）
- MA：大路雅也（第4回）
- 音効：高取謙（Thee BLUEBEAT、第1回-）
- 宣伝：齋藤貴美子、田嶋大輔（共に第4回）
- TK：長坂真由美（第4回）
- 技術協力：スウィッシュ・ジャパン（第4回）
- 協力：よしもとブロードエンタテインメント、つくりて、メゾンコンディショニング治療室（共に第4回）
- 制作協力：吉本興業（第1回-）
- CG：古川滋彦（第1回-）、山岸龍（第2,4回）
- デスク：近藤由衣（第4回）
- 演出：馬場省吾、熊谷航太郎（共に第1回-）
- ディレクター：三原誠、内藤恵子（共に第4回）
- AD：山本雅美（第4回）
- プロデューサー：小林拓弘（第1回-）、近藤陽子（第4回）
- チーフプロデューサー：横田崇（第4回）
- 制作著作：日本テレビ

### 過去のスタッフ
- ナレーション：森富美（日本テレビアナウンサー、第1回）、矢島学（日本テレビアナウンサー、第2回）
- MA：杉山勉（第2回）
- CG：斉藤利紀（第1回）
- 監修：福田逸平太（第1回）
- プロデューサー：西垣信二（第1,2回）
- チーフプロデューサー：遠藤正累（第1,2回）